# Ning Hai (крейсер)

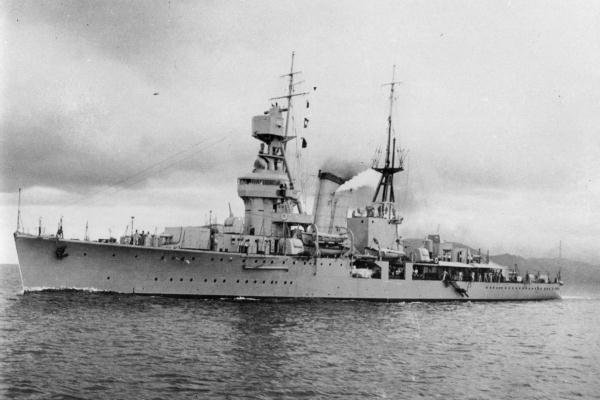
Китайський крейсер «Ning Hai»

Ning Hai (китайською: 甯海; буквально: Мирні моря) — легкий крейсер ВМС Китайської Республіки перед Другою світовою війною, головний корабель свого типу. Корабель був потоплений у перші дні Другої китайсько-японської війни літаками Імперського флоту Японії. Корабель було піднято та відремонтовано японцями та включено до складу їх флоту як каїбокан (корабель супроводу) Ioshima (яп. 五百島). Він був вдруге потоплений у вересні 1944 субмариною США.

## Концепція корабля
Через жорсткі фінансові обмеження тоннаж корабля склав всього 2 526 тон. Задля розміщення на ньому відносно потужного озброєння — трьох башт зі спареними 140 міліметровими гарматами, шести 76 міліметрових зеніток та двох 533 міліметрових торпедних апаратів пожертвували швидкістю. Через це цей найменший легкий крейсер інколи класифікують як канонерський човен. Крім того, через проблеми з остійністю операції корабля були фактично обмежені прибережними водами.